# Péter Rusorán
Péter Rusorán (Budapest, 11 aprile 1940 – Paloznak, 14 febbraio 2012) è stato un pallanuotista ungherese, vincitore di una medaglia d'oro alle Olimpiadi di Tokyo 1964 ed una di bronzo a Roma 1960.